# جوزيبي غينتايل
جوزيبي غينتايل (بالإنجليزية: Giuseppe Gentile)‏ هو لاعب كرة قدم أمريكي، ولد في 18 أكتوبر 1992 في ميامي في الولايات المتحدة. لعب مع سان أنتونيو سكوربيونز وشيكاغو فاير ونادي كياسو.